# Inshore Race Weekend
Das Inshore Race Weekend ist eine Segelveranstaltung, die jährlich zum Kieler Hafenfest Anfang September vom Akademischen Segler Verein in Kiel veranstaltet wird.
Das Race Weekend findet im Unterschied zu ähnlichen Rennen nicht weit von der Stadt entfernt, sondern in der Kieler Innenförde statt und kann so von etwa 200.000 Zuschauern beobachtet werden.

## Klassen
Neben Schiffsklassen wie der International14 (14footer), der International Moth Class oder der großen 18footer-Skiffs können sich auch alle anderen Jollen, Skiffs oder offene Kielboote beteiligen, darunter Contender, 49er, 29er, SZ-Jolle, Seggerling, Formula18-Cats, Hobie 16, Laser, Pirat, Dyas, Monarch oder Trias.
Darüber hinaus werden jedes Jahr spezielle Schiffstypen eingeladen, zuletzt die J/80er- J/24s- und Melges 24-Klassen.

## Die Regatten
Im Jahr 2006 richtete das IRW für die Klassen der International14s und der International Moths die offenen norddeutschen Meisterschaften aus. Beide Jollenklassen gehören zu den Stammklassen der Regatta und sind jedes Jahr mit großen Feldern vertreten.
Dazu kommt die Yardstickwertung, offen für alle anderen Klassen. Ab 4 Booten einer Klasse kommt es zu einer eigenen Wertung, ab 8 Booten zu einem eigenen Start.
Die Regatten teilen sich in zwei Wertungssysteme auf. Am Samstag wird traditionell versucht 8 sogenannte Up-and-Down-Wettfahrten zu fahren, am Sonntag folgt eine Langstreckenwettfahrt durch die Kieler Förde.